# Hilding Linnqvist

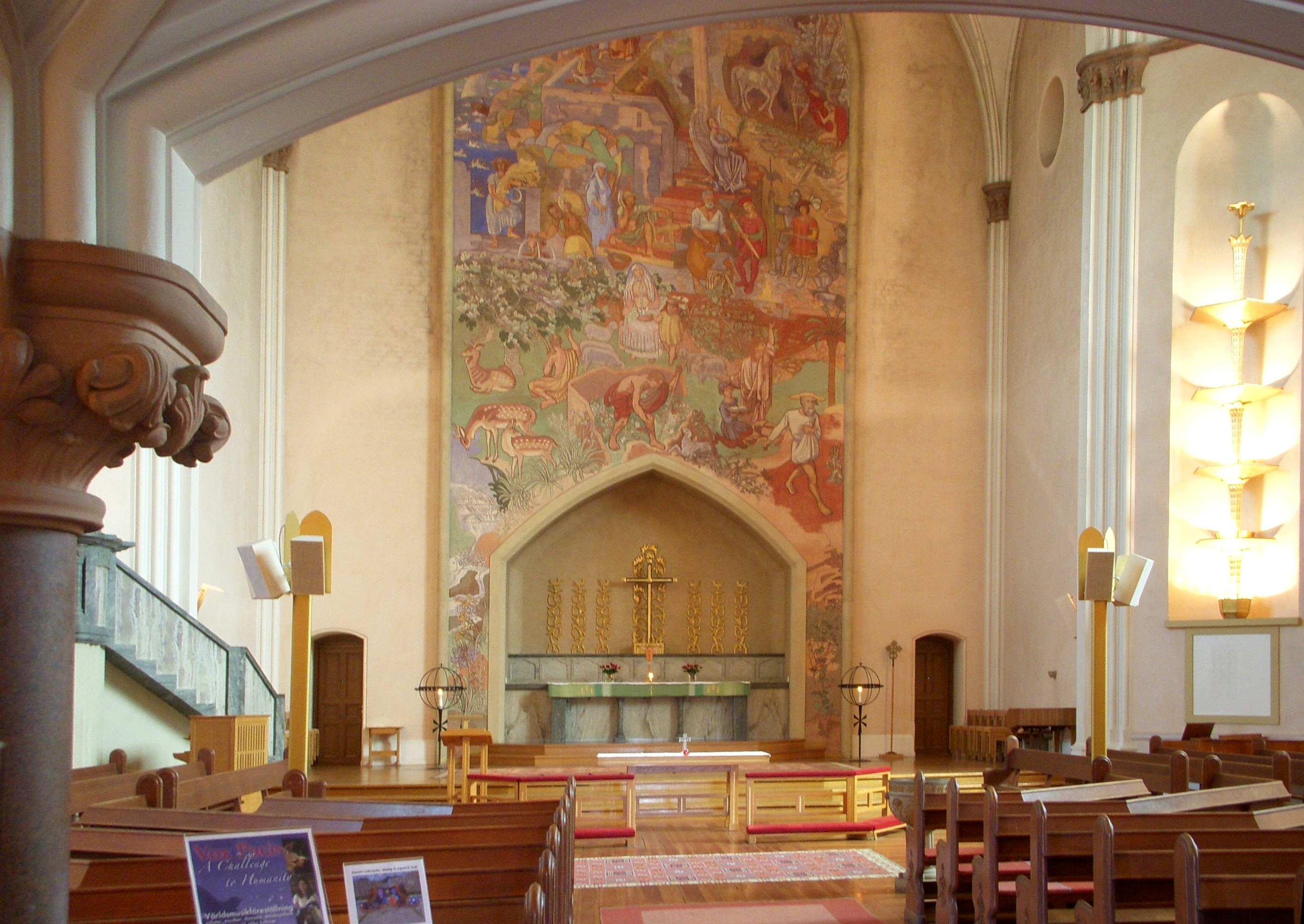
Kyrkorummet i Sofia kyrka med Hilding Linnqvists väggmålning.

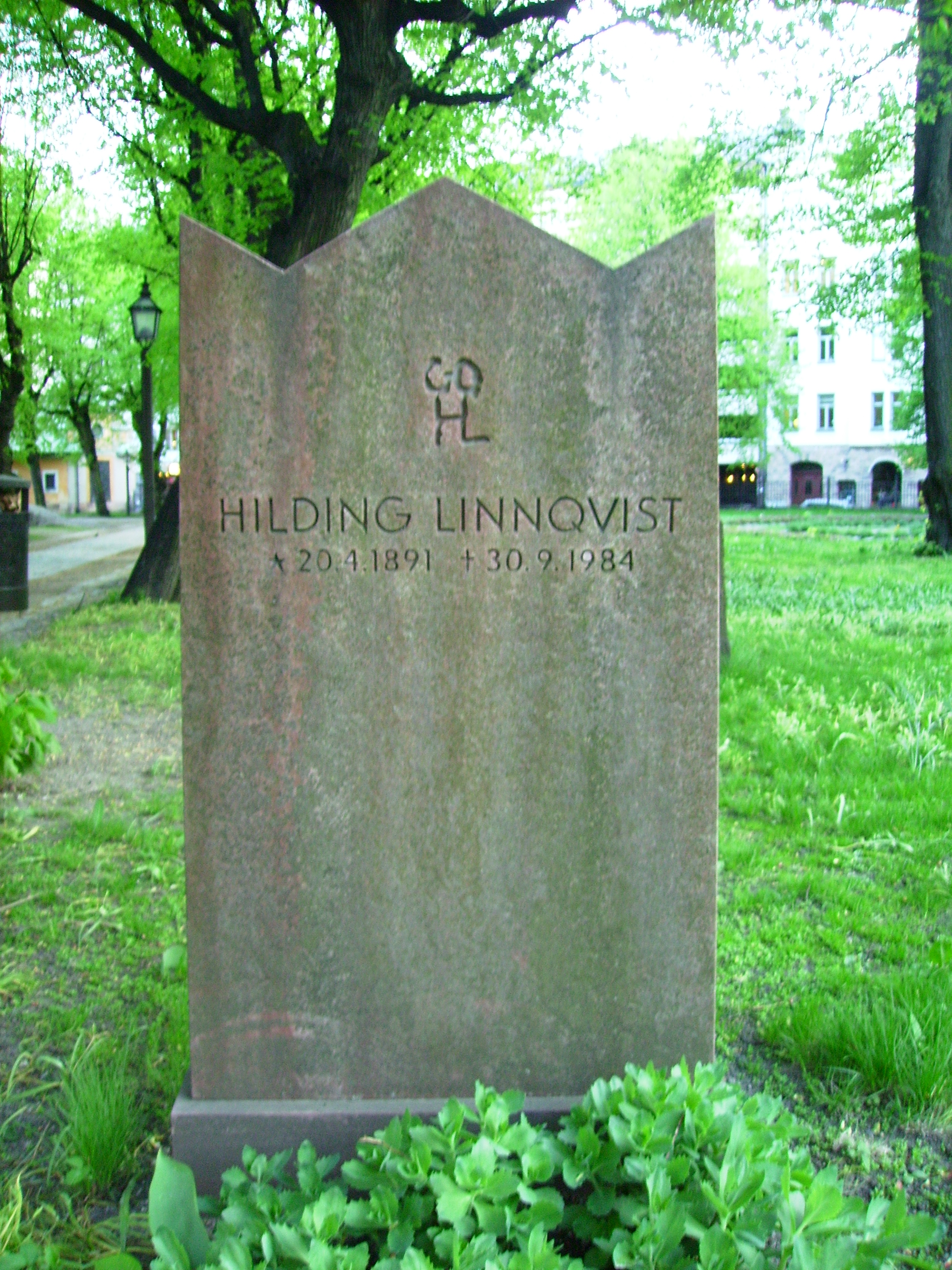
Linnqvists gravvård på Maria Magdalena kyrkogård i Stockholm.

Hilding Gunnar Oskar Linnqvist, född 20 april 1891 i Stockholm, död där 30 september 1984, var en svensk målare, tecknare, grafiker och professor.

## Biografi
Hilding Linnqvist studerade vid Tekniska skolan (numera Konstfack) 1908–1910 och Konstakademien 1910–1912, innan övergav studierna för att tillsammans med konstnärskamraterna Axel Nilsson, Alf Munthe och Fritiof Schüldt bilda en oberoende studiegrupp. Gruppen debuterade tillsammans 1914, men Linnqvists egentliga genombrott kom på höstutställningen på Liljewalchs 1918.
Hans fria sätt att arbeta inspirerades efter studietiden av Edvard Munch, Ernst Josephsons sjukdomskonst och av Carl Jonas Love Almqvists uppfattning att stilen bör underordnas och växa fram ur motivet som vi kan se av hans "Självporträtt" (1913; Göteborgs konstmuseum), utfört i snabba, lösa penseldrag. Vid samma tid experimenterade han med kubism och influerades av verk av André Lhote.
År 1917 målade Linnqvist en muralmålning på Tekniska Högskolan i Stockholm och var medgrundare till en konstnärsgrupp tillsammans med Axel Nilsson, Fritiof Schüldt, Alf Munthe och Victor Axelsson, som var aktiva fram till 1923. Samma år, 1917, flyttade han in i sin första ateljé på Rörstrandsgatan. I norr låg Karlberg med den trolska och romantiska vyn över Karlbergs slott vid Klara sjö och han utförde 1917–1918 några fina lyriska och naiva Karlbergsbilder, till exempel Klara Sjö (Nationalmuseum), Utsikt över Karlberg I (Charles Nilssons samling), samt Utsikt över Karlbergs slott, Stockholm (privat ägo). Med enkla medel fångade Linnqvist den idylliska stämningen i stadens utkant genom att låna från både allmogemåleri- och kyrkomåleriet i äldre tid (till exempel Vädersolstavlan i Storkyrkan, Stockholm).
Linnqvist räknas till naivisterna. Han har omnämnts som lyrisk naivist. Han hade förkärlek för utkantsmotiv och särskilt då den stockholmska förstaden. Linnqvist skildrade den frambrytande industrialiseringen där storstaden växer och mal sönder småstaden. Linnqvist målade periferin och provinsområdena kring Stockholm.
På 1920-talet låg hans kombinerade ateljé och bostad vid Kornhamnstorg, där kunde han följa vad som skedde på kajerna vid Gamla stan och på Södermälarstrand. Från 1920 till 1923 reste han i Italien, England och Frankrike. Under 1928 målade han en muralmålning åt Stockholms stadsbibliotek, och åkte samma år till Spanien och Marocko. 1934 blev han medlem i Färg och Form, och reste 1937-1938 i Grekland. Under 30-talet blev Linnqvist starkt influerad av Cézanne: han gick från sin tidigare naivistiska stil, till förmån för dukar gjorda med bestämda, breda penseldrag. Ett stilmässigt arv som går att skåda i "Villaentré vid Gardasjön" (1968, Moderna museet).
På 1940-talet blev ateljén på Bastugatan en oslagbar utsiktsplats för en konstnär som ville återge den imponerande vyn bort mot Kungsholmen och Norr Mälarstrand. Senare skapar bostaden i Gröndal nya utmaningar och vyer. Han var professor vid Konsthögskolan 1939–1941 och reste 1946–1947 till Egypten. År 1948 målade Linnqvist en fresk för Sofia kyrka i Stockholm, och designade dekoren för Wolfgang Amadeus Mozarts opera Trollflöjten som sattes upp på Kungliga Operan 1956. Under sena 50-talet och tidigt 60-tal samarbetade Linnqvist med Aubusson för att designa olika tapeter. Linnqvist var även involverad i den invändiga utsmyckningen av Villa Bonnier i Diplomatstaden.
År 1982 grundade konstnären "Stiftelsen Hilding Linnqvist", som har ambulerat sin utställning i Sverige och ställde 1991 ut på Villa Reale i Milano. Stiftelsen är nu kontrollerad av svenska staten och deponerad hos Marabouparken. Linnqvist är representerad på Nationalmuseum, Moderna museet, Waldemarsudde, Norrköpings konstmuseum, Göteborgs konstmuseum, Malmö museum, Kalmar konstmuseum, museum i Tyskland och USA samt vid flera svenska konstmuseer i Sverige. Linnqvist ingick i konstnärsgruppen kring galleri Färg och Form.

## Teater

### Scenografi
- 1935 – Flickan i frack av Hjalmar Bergman, regi Per Lindberg och Karl Kinch, Vasateatern[16]

## Priser och utmärkelser
- 1945 – Prins Eugen-medaljen
- 1983 – Svenska Akademiens stora pris